# Glittervattnet
Glittervattnet är en sjö i Tanums kommun i Bohuslän och ingår i Örekilsälvens huvudavrinningsområde. Sjön är 9,8 meter djup, har en yta på 0,03 kvadratkilometer och är belägen 151 meter över havet.